# Рыбный плов
Рыбный плов — блюдо из риса с пассерованными овощами и рыбой, морскими беспозвоночными, кулинарное изделие в СССР. Рыбный плов в СССР вырабатывали из филе крупных океанических (треска, сайда, нототения, морской окунь, хек) и пресноводных (частиковых) рыб, а также из филе кальмара с добавлением белковой пасты «Океан».
После размораживания крупную рыбу разделывают на филе с удалением кожи. С морского окуня кожа не снимается, но удаляется чешуя. Промытое рыбное филе после промывки укладывают в перфорированные ящики или корзины для стекания излишка влаги, затем разрезают на кусочки размером 1—2 см². Кальмар проходит предварительную обработку в форме разделки, мойки и варки. После остывания варёный кальмар также режут на небольшие кусочки. Из риса удаляют посторонние примеси и перебирают, затем промывают в тёплой воде и дают стечь. Очищенный и промытый репчатый лук шинкуют и пассеруют на маргарине до светло-золотистого цвета. Свежую морковь промывают водой, очищают, шинкуют соломкой и пассеруют. Сушёную морковь требуется предварительно залить водой для набухания в течение нескольких часов.
Предварительно подготовленные компоненты рыбного плова, плова с кальмаров и плова с белковой пастой «Океан» добавляли в двутельный котёл с предварительно отваренным в нём до полуготовности рисом и тщательно перемешивали. Рыбный плов в СССР фасовали в полимерные банки, формочки из фольги и стералкона, в стаканы из картона с полимерным покрытием предельной массой нетто 0,5 кг. На предприятия общественного питания рыбный плов поступал в пакетах из полимерных материалов массой до 1 кг и в алюминиевых или полимерных лотках с крышками предельной массой нетто 5 кг. Готовый рыбный плов хранят при температуре 0—8 °C не более 48 часов с момента изготовления.